# Атрощенко, Анжела Петровна
Анжели́ка (Анже́ла) Петро́вна Атро́щенко-Кинет (бел. Анжаліка Пятроўна Атрошчанка; род. 14 ноября 1970, Речица, Гомельская область) — белорусская и турецкая легкоатлетка, специалистка по многоборьям. Выступала за сборные Белоруссии и Турции по лёгкой атлетике в 1990-х и 2000-х годах, победительница Кубка Европы в командном зачёте, чемпионка Средиземноморских игр, многократная призёрка первенств национального значения, участница трёх летних Олимпийских игр.

## Биография
Анжела Атрощенко родилась 14 ноября 1970 года в городе Речица Гомельской области Белорусской ССР.
Начала заниматься семиборьем в возрасте 14 лет, проходила подготовку в Гомеле.
В 1992 году выиграла серебряную медаль в семиборье на чемпионате СНГ в Москве (6207), уступив только Ирине Беловой. По результатам чемпионата попала в состав Объединённой команды, собранной из спортсменов бывших советских республик для участия в летних Олимпийских играх в Барселоне — в программе семиборья набрала 6251 очко, расположившись в итоговом протоколе на 12-й строке.
После распада Советского Союза Атрощенко осталась действующей спортсменкой и продолжила принимать участие в крупнейших легкоатлетических стартах. Так, в 1993 году она стала чемпионкой Белоруссии в прыжках в длину, тогда как на соревнованиях в Таллине установила свой личный рекорд в семиборье — 6339 очков. Стартовала в данных дисциплинах на чемпионате мира в Штутгарте.
В 1994 году в семиборье выступила на чемпионате Европы в Хельсинки.
В 1995 году в пятиборье была седьмой на чемпионате мира в помещении в Барселоне (4441). На Кубке Европы по легкоатлетическим многоборьям в Хелмонде с результатом в 6186 очков стала третьей в личном зачёте и тем самым помогла своим соотечественницам выиграть женский командный зачёт. В семиборье заняла 19-е место на чемпионате мира в Гётеборге (5915).
В 1996 году заняла шестое место на турнире Hypo-Meeting (6135), тогда как на Кубке Европы в Лаге с результатом в 6049 очков стала пятой и второй в личном и командном зачётах соответственно. Благодаря череде удачных выступлений удостоилась права защищать честь страны на Олимпийских играх в Атланте — в прыжках в длину показала результат 5,94 метра, не сумев преодолеть предварительный квалификационный этап, в то время как в семиборье отказалась от продолжения борьбы на этапе метания копья.
На Кубке Европы 1998 года в Таллине набрала 6005 очков, закрыла десятку сильнейших в личном зачёте и заняла четвёртую позицию командного зачёта.
Начиная с 1999 года постоянно проживала в Стамбуле, выступала за турецкие клубы «Энка» и «Фенербахче», на международных соревнованиях представляла национальную сборную Турции под именем Анжела Кинет.
В 2000 году стартовала на чемпионате Европы в помещении в Генте, с национальным рекордом Турции 6076 заняла 13-е место на Hypo-Meeting.
В 2001 году в пятиборье была шестой на чемпионате мира в помещении в Лиссабоне (4558), в семиборье одержала победу на Средиземноморских играх в Тунисе (5833).
В 2002 году в пятиборье заняла четвёртое место на чемпионате Европы в помещении в Вене (4503), в семиборье стартовала на чемпионате Европы в Мюнхене.
В 2003 году в пятиборье выступила на чемпионате мира в помещении в Бирмингеме.
Находясь в числе лидеров турецкой легкоатлетической команды, благополучно прошла отбор на Олимпийские игры 2004 года в Афинах — в итоге в семиборье отказалась от борьбы после участия в четырёх дисциплинах.
В 2005 году добавила в послужной список бронзовую награду, выигранную в семиборье на Средиземноморских играх в Альмерии (5870).
Завершила спортивную карьеру по окончании сезона 2007 года.
Окончила Академию физического воспитания и спорта Республики Беларусь (1997). Впоследствии работала преподавателем на кафедре физического воспитания и спорта Белорусского государственного университета.